# Гербовник Онисима Титовича Князєва
Гербовник Онисима Титовича Князєва — рукописний гербовник, складений російським геральдистом Онисимом Князєвим. У грудні 1785 року відданий автором в дар імператриці Катерині II. Потім рукопис надійшов у бібліотеку князя Потьомкіна, після смерті якого разом з іншими книгами, призначеними для Катеринославського університету, зберігалася в Новоросійську у відомстві наказу громадського піклування.
У 1798 році рукопис передали в Казанську гімназію, потім в Казанський університет.
Згодом загублений і виявлений лише наприкінці XIX століття.
Том складається з 77 листів, 144 сторінок розміром 26х35 сантиметрів. Містить 533 герби дворянських родів і архієреїв.
Видавався у пресі з доповненнями в 1912 і 2008 роках.